# 蓋布里爾·亞斯里
蓋布里爾·亞斯里（Gabriel Axel、1918年4月18日—2014年2月9日）是一位丹麥電影導演、编剧、演員、製作人。

## 生平
蓋布里爾·亞斯里於1918年4月18日出生在丹麥奧胡斯，在法國度過童年，之後回到丹麥，為丹麥皇家劇院演員。之後於巴黎鬥過幾年，與Louis Jouvet合作。
1988年，蓋布里爾·亞斯里以《芭比的盛宴》贏得奧斯卡最佳外語片獎，故事改編自凱倫·白烈森小說。
他的其他電影作品包括《Gyldenkål》（1975）及續集，《RØDEkappe》（1967）在1967年戛納電影節獲技術獎。
2003年，蓋布里爾·亞斯里在哥本哈根國際電影節獲得終身成就獎。
蓋布里爾·亞斯里在2014年2月於睡夢中去世。

## 电影作品
- Altid ballade (1955)
- En kvinde er overflødig (1957)
- The Girls Are Willing (1958)
- Helle for Helene (1959)
- Flemming og Kvik (1960)
- Crazy Paradise (1962)
- Oskar (1962)
- Vi har det jo dejligt (1963)
- Three Girls in Paris (1963)
- Paradise and Back (1964)
- Hagbard and Signe (1967)
- Det kære legetøj (1968)
- Amour (1970)
- Med kærlig hilsen (1971)
- Familien Gyldenkål (1975)
- Familien Gyldenkål sprænger banken (1976)
- Going for Broke (1977)
- Babette's Feast (1987)
- Christian (1989)
- Prince of Jutland (1994)
- Lumière and Company (1995)
- Leïla (2001)

## 外部連結
- 蓋布里爾·亞斯里在互联网电影资料库（IMDb）上的資料（英文）
- 蓋布里爾·亞斯里在豆瓣上的资料（简体中文）